# 검은방
《검은방: 밀실탈출》은 일렉트로닉 아츠 모바일 코리아(EA Mobile Korea)에서 제작한 추리, 공포 장르의 모바일 어드벤처 게임이다

## 스토리
장마가 절정에 달한 2008년 여름, 의문의 초대를 받은 8명의 남녀가 폐저택 안에서 눈을 뜨게 된다.
탈출하기 위해 힘을 합치는 그들이었지만 연이어 발생하는 기괴한 현상은 각자 숨겨둔 "죄" 의 기억을 끄집어내며 모두를 절망으로 몰아넣는다.
설상가상으로 하나 둘 씩 "단죄"를 받으며 죽어가자, 극에 달한 긴장과 불신은 파국을 불러오게 된다.

## 게임플레이
검은방은 전형적인 어드벤처 게임의 포인트-클릭 방식을 따른다. 5층에서 시작하여, 방을 면밀히 조사하여 탈출에 관한 힌트를 얻고, 대화 내용에 따라 범인을 추리한다. 이 탈출 힌트나 추리 내용은 "키워드 파일" 로 저장되게 된다. 방을 하나하나 빠져나가면서 마지막 1층 현관 앞에서 지금까지 얻은 단서들을 모아 범인과 공범의 이름을 대면 해피엔딩을 보게 된다.
1회차와 2회차로 나뉘는데, 1회차의 경우 2층에서 배드엔딩을 보게 된다. 2회차의 경우, 하무열 형사가 등장하며, 선택지가 생긴다. 이 선택지에 따라 얻을 수 있는 키워드가 달라지며, 또다른 엔딩을 보게 될 수도 있다.

## 시리즈
이 외에도 검은방2, 검은방3, 검은방4의 시리즈가 있다. 각각 1년의 간격을 두고 출시되었다. (검은방: 2008년, 검은방2: 2009년, 검은방3: 2010년, 검은방4
범인에게는 두 동생이 있었는데 한 명이 백화점에 갔다가 백화점이 무너지게된다. 그때 A는 그 동생을 밀치고 백화점을 탈출하고 동생과 여승아는 기둥에 깔리게 된다. 이 때 류태현이 여승아를 구하면서 범인의 동생의 다리가 절단이 된다. 응급실에 실려가지만 B가 술에 취한 채로 수술을 하다가 그만 사망한다. 범인의 또 다른 동생은 C의 괴롭힘을 견디지 못하고 자살한다.
범인은 복수를 위해 이들을 여기에 데려온다.